# Nina Gladitz

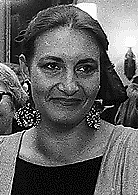
Nina Gladitz (1987)

Nina Gladitz (* 1946 in Schwäbisch Gmünd; † 26. April 2021 ebenda) war eine deutsche Dokumentarfilm-Regisseurin und Autorin. Der Dokumentarfilmer, Produzent und Autor Peter Krieg war ihr Bruder.

## Leben und Werk
Nina Gladitz studierte Sozialpädagogik in Reutlingen und Dokumentarfilm an der Hochschule für Fernsehen und Film München. Sie nahm um 1975 aktiv am Kampf gegen das Kernkraftwerk Wyhl in Baden-Württemberg teil und drehte darüber 1976 den Dokumentarfilm Lieber heute aktiv als morgen radioaktiv. „Das war bester Agitprop, und ausnahmsweise mit durchschlagender Wirkung: Das geplante Kernkraftwerk wurde nicht gebaut, ‚weil es politisch nicht durchsetzbar‘ war,“ schrieb die Süddeutsche Zeitung in einem Nachruf auf Gladitz.
Im Januar 1980 gründete Gladitz zusammen u. a. mit Wolfgang Bergmann, Peter Krieg, Fritz Poppenberg und Katrin Seybold die „Verleihgenossenschaft der Filmemacher“ als unabhängigen Filmverleih, der „politische Filme“ vertreibe, „die im Fernsehen oder den Landesbildstellen keine Chance“ hätten. „Wir machen Filme, die zum Inhalt haben Umwelt, Arbeit und Lebensbedingungen, Dritte Welt. Wir arbeiten hauptsächlich mit dokumentarischen Mitteln, und machen unsere Filme mit Betroffenen, mit Gruppen, die sich für die Veränderung ihrer Lebensbedingungen einsetzen.“
1982 dokumentierte sie in ihrem Film Zeit des Schweigens und der Dunkelheit für den Westdeutschen Rundfunk (WDR) die Entstehungsgeschichte des Spielfilms Tiefland von Leni Riefenstahl, mit dem Fokus auf das Schicksal der dort als Komparsen eingesetzten rund 100 Sinti und Roma. Gladitz wies nach, dass die Menschen aus dem Zwangslager Salzburg-Maxglan als Statisten für den Film geholt und anschließend in Auschwitz ermordet wurden. 1985 wurde sie deshalb von Leni Riefenstahl verklagt, die mehrere Streichungen von Filmpassagen durchsetzen wollte. 1987 wies das Oberlandesgericht Karlsruhe die Klage in mehreren Punkten ab, in zwei Punkten gab es der Klage statt und verhängte ein Aufführungsverbot. Man könne nicht nachweisen, dass Riefenstahl etwas über die Ermordung der Komparsen gewusst habe, befand das Gericht. Erhalten blieb jedoch die These, Riefenstahl habe die Zwangsarbeiter persönlich ausgewählt. Nach dem Prozess bekam Gladitz weder vom WDR noch von anderen Anstalten der ARD weitere Aufträge.
Das 2020 von Gladitz veröffentlichte Buch Leni Riefenstahl – Karriere einer Täterin vertieft die Vorwürfe gegen Riefenstahl unter anderem wegen der Ausnutzung des Regisseurs Willy Zielke. Zielke wurde von der NS-Medizin wegen psychischer Probleme entmündigt und zwangssterilisiert, laut Gladitz ging das auf einen „Plan“ von Riefenstahl zurück. Leni Riefenstahl habe sich Hitler, Goebbels, Himmler und Streicher virtuos gefügig gemacht und „bis zum Ende ganz in dessen Sinn, auch in ihrer Unterstützung der ‚Endlösung‘“ gehandelt, schrieb Gladitz laut der Frankfurter Allgemeinen in ihrem Buch. Kritisiert wurde das Werk der Autorin unter anderem aufgrund der einseitigen Darstellung.

„Nina Gladitz schmälert die Wirkung ihres starken Buches, indem sie den Lesenden immer wieder einhämmert: Riefenstahl sei völlig talentfrei, ‚cineastisch ein Trottel‘, keine Künstlerin, nur Hitlers ergebenster Fan und eine Diebin geistigen Eigentums ihres Konkurrenten Willy Zielke (1902-1989).“

In einem offenen Brief an den WDR-Intendanten Tom Buhrow forderte 2021 der Autor und Journalist Gerhard Beckmann, Gladitz’ Film über Riefenstahl der Öffentlichkeit zugänglich zu machen. Riefenstahls Argument, Gladitz habe sich mit den Sinti und Roma „gemein“ gemacht, sei nicht mehr justiziabel. Es sei inakzeptabel, widerrechtlich und politisch nicht zu vertreten, den Film im „Giftschrank“ zu belassen. Auf eine Anfrage der Badischen Zeitung hin erklärte die Pressestelle des WDR im Frühjahr 2022, der Sender habe nach einer erneuten Sichtung und Prüfung nunmehr „entschieden, den Film freizugeben“. Daraufhin wurden im April 2022 öffentliche Vorführungen des Films mit Moderation durch Sabine Rollberg in Freiburg und Kirchzarten organisiert.
Unter dem Titel „Allein gegen Leni Riefenstahl. Die Filmemacherin Nina Gladitz und ihr Kampf gegen die Naziregisseurin“ wurde ein Symposion von der Universitätsbibliothek Freiburg in Kooperation mit dem Institut für Medienkulturwissenschaft der Universität Freiburg vorbereitet. Am 3. Februar 2023 wurde das Theaterstück Die Wahrheit über Leni Riefenstahl (inszeniert von ihr selbst) von John von Düffel am Theater Oberhausen uraufgeführt. Unter anderem wird in dem Stück auch die Auseinandersetzung zwischen Gladitz und Riefenstahl thematisiert; Gladitz taucht in dem Stück als Bühnenfigur auf.

## Filme (Auswahl)
- Kinderfilm, o. A. Regie: Christoph Biemann, Enrico Plattner, Nina Gladitz, Gino Cadeggianini. Entstanden im Rahmen der Hochschule für Fernsehen und Film, München.[31]
- Der Jugend gehört die Zukunft, 1974. Regie: Nina Gladitz und Heiner Stadler. Inhalt: Eisenbahnbau im Norden Albaniens in der Zeit Enver Hodschas. Studentenbrigaden im Baueinsatz. Entstanden im Rahmen der Hochschule für Fernsehen und Film, München.[32]
- Emigranten, o. A. Entstanden im Rahmen der Hochschule für Fernsehen und Film, München.[33]
- Lieber heute aktiv als morgen radioaktiv, Uraufführung: Oktober 1976 in Mannheim. Inhalt: Über die Proteste zum geplanten Bau des Kernkraftwerks in Wyhl. Auf der DVD zum Buch Bibliothek des Widerstands. Band 18. Lieber heute aktiv als morgen radioaktiv I.
- Das Uran gehört der Regenbogenschlange, Erstausstrahlung: August 1979, ARD. Inhalt: Über den Kampf der Aborigines in Australien gegen den Uranabbau. Auf der DVD zum Buch Bibliothek des Widerstands. Band 23. Lieber heute aktiv als morgen radioaktiv III.
- Gegen den Strom, 1980. Inhalt: Über aufmüpfige Bauern und Bäuerinnen bei Whyl. Im Auftrag des WDR. Wurde kurzfristig aus dem Programm genommen.[34]
- Zeit des Schweigens und der Dunkelheit, Erstausstrahlung: 6. September 1982, WDR. Inhalt: Über die Dreharbeiten zum Film Tiefland von Leni Riefenstahl und das Schicksal der als Komparsen eingesetzten Sinti und Roma, erzählt von Josef Reinhardt. Im Auftrag des WDR.
- Land der Bitterkeit und des Stolzes, Erstausstrahlung: 6. September 1982, WDR. Inhalt: Rekonstruktion der Vorgänge bei Vorbereitungen zum Dreh von Werner Herzogs Fitzcarraldo, bei denen es zu Gewalt gegenüber dem Stamm der Aguaruna gekommen sein soll.[35] Im Auftrag des WDR.
- Premiere in Hiroshima, Erstausstrahlung: 6. August 1985, ARD. Inhalt: Über den US-Fotografen Herbert Sussan, dessen Photografien nach dem Atombombenabwurf in Hiroshima jahrzehntelang unter Verschluss gehalten wurden.
- Mein Kind, nach dir verlangt mich wie einen Durstigen nach Wasser ..., 1989. Inhalt: Über Kinder mit Asylstatus in Deutschland anhand von Einblicken in die Arbeit des Flughafensozialdienstes und des Jugendamtes in Frankfurt.
- Der Versuch einer Berührung, 1988. Inhalt: Gladitz dokumentiert die Reaktionen von Jugendlichen auf die Erzählungen eines ehemaligen KZ-Häftlings, der wegen seiner Begeisterung für Swingmusik als Jugendlicher jahrelang interniert wurde.[36]
- La Rouge et la Noire, 1988. Inhalt: Porträt des Gesangsduos Marianne Rosenberg und Marianne Enzensberger (Rouge et Noir).[37]
- Die steinigen Geheimnisse einer Kindheit, 1989. Inhalt: Kindheitserinnerungen von Gladitz im Nachkriegsdeutschland.[38]
- Perlasca – Die Wasser des Lebens, Uraufführung: 15. Februar 1993, Filmkunst 66, Berlin. Inhalt: Über Giorgio Perlasca.[39]
- Über sechzig Beiträge für Kulturzeit,[40] 3sat, u. a. Unter Druck – Über die Traumatisierung von Polizisten im Einsatz, 2005;[41] Sex als Sucht: Ein Forschungsprojekt widmet sich der tabuisierten Krankheit, 2005;[42] Auge um Auge, Zahn um Zahn – Das Sharia-Recht und die Frauen, 2009;[43] Deutschlands stillgestellte Kinder (Über das Aufmerksamkeits-Defizit-Syndrom), 2009;[44] Wenn Frauen schlagen – Tabuthema Männer als Opfer häuslicher Gewalt, 2010[45]

## Publikationen (Auswahl)
- (Hrsg.) Lieber aktiv als radioaktiv. Wyhler Bauern erzählen: Warum Kernkraftwerke schädlich sind. Wie man eine Bürgerinitiative macht und sich dabei verändert. Wagenbach, Berlin 1976.
- Australiens Ureinwohner. Völkermord auf Raten. In: Blätter des iz3w, Informationszentrum Dritte Welt, Nr. 80 (September 1979), S. 33–36
- Der neue Sensibilismus, oder: Wie aus der Liebe zum Film die Vergewaltigung von Menschenrechten werden kann. In: Vierte Welt Aktuell, 12 (1979), S. 5–12.
- Gemeinsam mit Perez Lorenzo: Der Fall Giorgio Perlasca. In: Dachauer Hefte Nr. 7 (1991), S. 129–143.
- Leni Riefenstahl – Karriere einer Täterin. Orell Füssli, Zürich 2020, ISBN 978-3-280-05730-8.

## Auszeichnungen
- 1974: »Best Documentary of the Year«, Chicago International Film Festival
- 1986: »Reinhold-Schneider-Preis« der Stadt Freiburg im Breisgau[46]
- 1993: William Dieterle Filmpreis, Sonderpreis an Nina Gladitz und Perez Lorenzo für Perlasca[47]